# Vidya
Vidya är en term som inom hinduism och buddhism står för "kunskap, vetande" eller möjligen "insikt". Dess motsats, avidya, är en viktig faktor när man inom buddhismen förklarar dukkhas uppkomst.
Termen förekommer inom sutror i bland annat palikanonen och andra hinayanainriktningars texter. I dessa sammanhang syftar termen oftast antingen till konventionell kunskap (det vill säga "konventionell vetenskap") men även de andliga insikter som kan nås via buddhismen. Inom vajrayana (tantrisk buddhism) refererar termen ofta till esoterisk och magisk kunskap, eller för att referera till en tantrisk sexuell partner.